# Czaplice (gromada)
Czaplice – dawna gromada, czyli najmniejsza jednostka podziału terytorialnego Polskiej Rzeczypospolitej Ludowej w latach 1954–1972.
Gromady, z gromadzkimi radami narodowymi (GRN) jako organami władzy najniższego stopnia na wsi, funkcjonowały od reformy reorganizującej administrację wiejską przeprowadzonej jesienią 1954 do momentu ich zniesienia z dniem 1 stycznia 1973, tym samym wypierając organizację gminną w latach 1954–1972.
Gromadę Czaplice z siedzibą GRN w Czaplicach utworzono – jako jedną z 8759 gromad – w powiecie łomżyńskim w woj. białostockim, na mocy uchwały nr 18/V WRN w Białymstoku z dnia 4 października 1954. W skład jednostki weszły obszary dotychczasowych gromad Czaplice, Boguszyce, Kisiołki, Andrzejki, Zagroby, Konopki, Żebry i Żebry Kolonia ze zniesionej gminy Szczepankowo w tymże powiecie. Dla gromady ustalono 11 członków gromadzkiej rady narodowej.
31 grudnia 1959 gromadę Czaplice zniesiono włączając jej obszar do gromad Konarzyce (wsie Czaplice, Boguszyce, Kisiołki i Andrzejki oraz kolonię Pączkowizna) i Konopki Młode (wsie Zagroby, Konopki i Żebry oraz kolonię Żebry-Kolonia).